# スカパー!4K
スカパー!4K（スカパー よんけい）は、2015年3月1日から2018年11月25日までスカパー!プレミアムサービスおよびスカパー!プレミアムサービス光で行われていた4K画質放送。

## チャンネル構成
- スカパー!4K 総合（Ch.596） - プレミアムサービス・プレミアムサービス光のチャンネル契約者は無料。 - 2018年11月25日放送終了。
- スカパー!4K 体験（Ch.595・Ch.597） - 無料放送（プレミアムサービス・プレミアムサービス光の4K放送受信環境があれば、未加入でも視聴が可能）。- 2018年11月25日放送終了。
- スカパー!4K 映画（Ch.595） - PPD。 - 2018年3月31日放送終了。

## 沿革
- 2015年3月1日、「スカパー!4K 総合」・「スカパー!4K 映画」放送開始。
- 2016年5月1日、「スカパー!4K 体験」放送開始[2]。「スカパー!4K 総合」・「スカパー!4K 映画」は24時間編成を開始。
- 2016年10月4日、「スカパー!4K 体験」にて世界初の4K HDR放送を開始[3]。
- 2018年3月31日、「スカパー!4K 映画」放送終了。
- 2018年11月25日、「スカパー!4K 総合」・「スカパー!4K 体験」放送終了。
- 2018年12月1日、「スカチャン1 4K（Ch.596）・「ショップチャンネル 4K」（Ch.597）・「4K QVC」（Ch.598）の3チャンネルが新4K8K衛星放送ならびにプレミアムサービスに開局。
- 2020年3月31日、「ショップチャンネル 4K」・「4K QVC」のプレミアムサービスでの放送を終了（新4K8K衛星放送では放送を継続）。これにより、プレミアムサービスでの4Kチャンネルは「スカチャン1 4K」のみになった。また、プレミアムサービス対応4Kチューナーも販売終了に至っている。
- 2024年3月31日、「スカチャン1 4K」放送終了（スカパー!での放送も共に終了）[4]。これにより、プレミアムサービスでの全ての4K放送が終了した[5]。同日、スカパー!でも110度CS左旋による4K放送を終了している。スカパー!では「WOWOW 4K」のみ引き続き放送されるが、プレミアムサービスでの放送は行われていない。